# NunaMinerals
NunaMinerals A/S var et grønlandsk selskab, der drev virksomhed med mineralefterforskning indtil 19. april 2015, hvor selskabet besluttede at erklære sig konkurs. Selskabet havde hjemsted i Grønlands hovedstad Nuuk. Selskabet blev etableret af Grønlands Hjemmestyre den 24. september 1998 som et 100% hjemmestyreejet selskab. Selskabet overtog pr. 1. januar 1999 de mineralaktiviteter, der tidligere blev drevet af Nunaoil A/S, således at Nunaoil blev et rent olieselskab mens NunaMinerals blev et rent mineralselskab.
I 2001 påbegyndtes en delvis privatisering af NunaMinerals efterfulgt af en notering på internetbørsen Dansk Autoriseret Markedsplads A/S. Fra 2008 - 2015  var NunaMinerals noteret på Nasdaq OMX Copenhagen i stedet. I starten af 2011 havde selskabet flere end 2100 aktionærer, hvoraf Grønlands Selvstyre ejede 33,7% og LD ejede 16,9%.
Selskabet drev primært efterforsking efter guld, sjældne jordarter (REE) og wolfram men havde også koncessioner indenfor diamanter, platinmetaller, nikkel og kobber.